# راسيل تشيتشروني
راسيل تشيتشروني (بالإنجليزية: Russell Cicerone)‏ هو لاعب كرة قدم أمريكي في مركزي الهجوم والوسط، ولد في 17 نوفمبر 1994 في بلومفيلد هيلز في الولايات المتحدة. لعب مع بروتلاند تيمبرز 2 ونادي سانت لويس.

## وصلات خارجية
- راسيل تشيتشروني على موقع الدوري الأمريكي (الإنجليزية)
- راسيل تشيتشروني على موقع إي إس بي إن إف سي (الإنجليزية)
- راسيل تشيتشروني على موقع قاعدة بيانات كرة القدم.إي يو (الإنجليزية)
- راسيل تشيتشروني على موقع Soccerway.com (الإنجليزية)
- راسيل تشيتشروني على موقع عالم كرة القدم.نت (الإنجليزية)